# Mabea (genre)
Pour l’article homonyme, voir Mabea.
Genre
Classification APG III (2009)
Mabea est un genre de plantes à fleurs de la famille des Euphorbiaceae comportant 39 espèces néotropicales. Ce sont des arbustes ou arbrisseaux. L'espèce type est Mabea piriri Aubl..

## Description
Le genre Mabea regroupe des arbres ou arbustes monoïques, parfois grimpants, ou lianescents, produisant un latex blanc, et portant des trichomes multicellulaires, dendroïdes ou rarement unisériés, rougeâtres à brunâtres ou pâles. Les branches inférieures sont verticillées, et les terminales plutôt alternes. Les feuilles sont alternes, simples, glabres ou pubescentes, à limbes entiers ou dentés avec des dents glandulaires. Elles sont le plus souvent caduques, parfois révolutées, à nervation tertiaire réticulée, à face supérieure dépourvue de glandes, à face inférieure papilleuse, glauque ou lisse, avec 0–40 glandes marginales ou submarginales de chaque côté, et les glandes basales parfois agrandies. Les stipules sont dentées à la base et glanduleuses à l'apex, entières, caduques. Les pétioles mesurent 4–15 mm de long. les inflorescences sont allongées, terminales et axillaires, thyrsoïde simple ou composé, jaunâtre, brunâtre ou rouge foncé, rameaux latéraux sous-tendus par des bractées foliacées. Les bractées peuvent porter une paire de glandes elliptiques-cylindriques. Les fleurs staminées forment des cymules de (1–)3–5(–7) fleurs à l'apex tandis que les fleurs pistillées sont solitaires à la base de la bractée et parfois accompagnées de fleurs staminées supplémentaires. Les fleurs staminées sont dressées, dépourvues de bractéoles, avec des pédicelles distincts, longs de 3–120 mm s'allongeant à peine lors de la floraison. Les périanthe comportant 5 ou 6 lobes, est en partie conné. On compte environ 3–80 étamines par fleur (leurs filets libres peuvent être absents ou dépasser la taille des anthères libres également). On n'observe ni disque ni pistillode. Les fleurs pistillées peuvent porter des bractéoles qui seront alors irrégulières, avec des pédicelles distincts, un périanthe à 6 lobes (très rarement 3), conné à la base, sont dépourvues de disque ou de staminodes. L'ovaire, comportant 3 loges, est lisse ou avec 3 paires de protubérances, avec un indument dense, persistant, court, pâle et parfois en plus avec des trichomes bruns et lancéolés. La colonne du style est longue de 1–21(–33) mm, et porte 3 stigmates recourbés et non divisés. Le fruit est un schizocarpe sec, septicide, globuleux à transversalement ellipsoïde, sillonné ou non. Sont péricarpe est épais et ligneux. L'exocarpe est lisse, ou porte rarement 3 paires de protubérances, est couvert d'une pubescence dense et persistante. Les méricarpes comportent des septa distincts et la columelle est légèrement ailée. On compte 3 graines par fruit : elles sont globuleuses à ellipsoïdes, avec ou sans caroncule, un testa sec, lisse, brun ou parfois panaché

## Répartition
Le genre Mabea est présent de l'Amérique centrale au nord de l'Amérique du Sud.

## Histoire naturelle
En 1775, le botaniste Aublet propose la diagnose suivante : 
.
« MABEA. (Tabula 334. Fig. 1.)

MASCULUS FLOS.

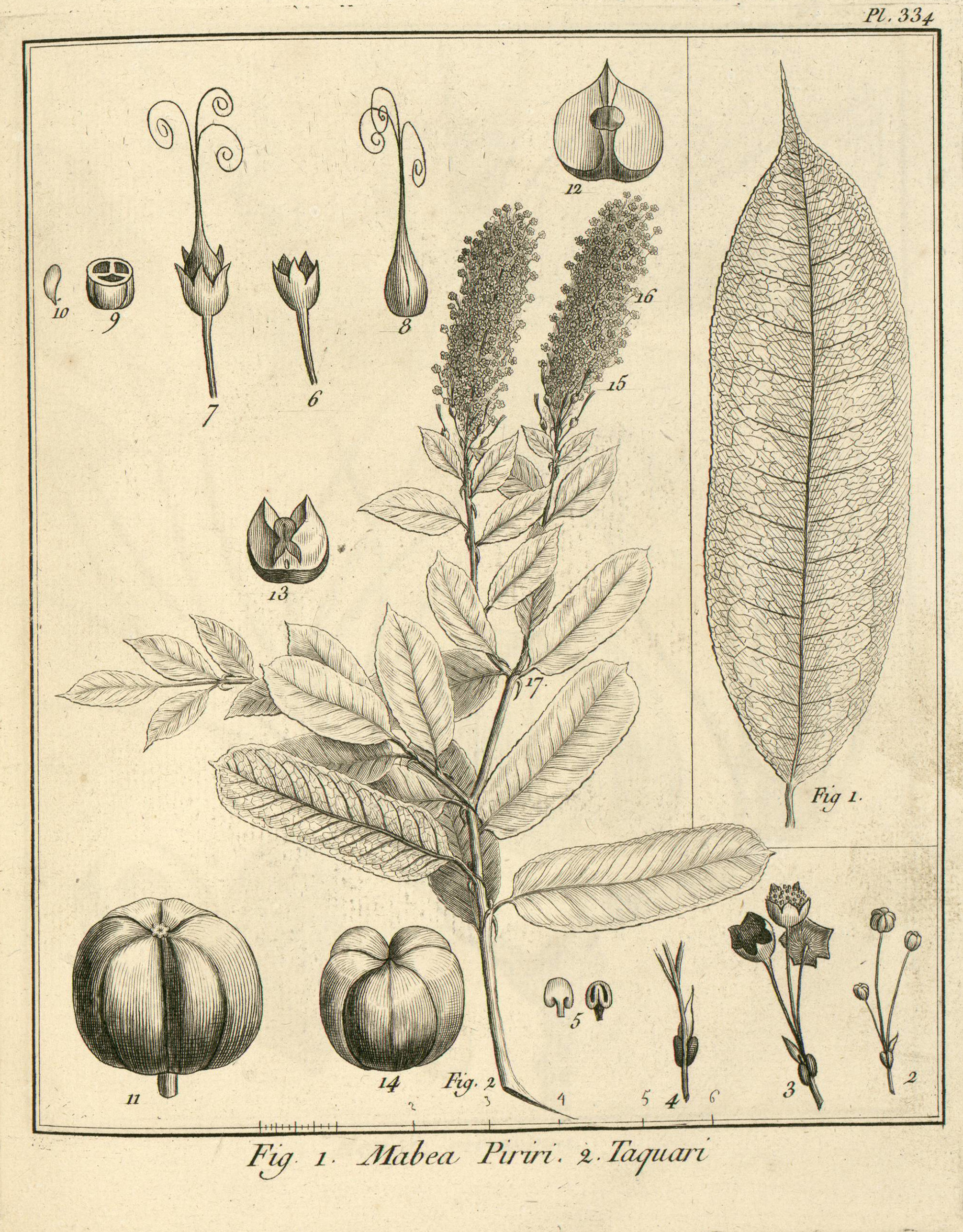
Mabea piriri par Aublet (1775) Planche 334 fig. 1.
L'on a repréſenté une feuille & un fruit de grandeur & groſſeur naturelles. Toutes les parties des fleurs ont été groſſies. - 1. Feuille du Mabier Calumet ou Piriri. - 2. Bouquet de fleurs mâles en bouton, garni, à ſa baſe, d'une écaille & de deux glandes. - 3 Bouquet de fleurs mâles épanouies, garni de mime. - 4. pédoncule des fleurs 3 garni d'une écaille & de deux glandes. - 5. Deux étamines, une vue de face, & l’autre vue par le dos. - 6. Calice de fleur femelle. - 7. Ovaire dans le calice. Style. Stigmates. - 8. Ovaire ſéparé du calice. - 9. Ovaire coupe en travers. - 10. Semence que l'ovaire contient. - 11. Capſule. - 12. Une loge oſſeuſe qui s'ouvre encore en deux valves avec élaſticité, & qui contient une graine. - 13. Loge qui s'ouvre en deux valves. - 14. Capſule de la Fig. 1. - 15. Fleurs femelles. - 16. Fleurs mâles. - 17. Stipules

CAL. Perianthium monophyllum, ſubrotundum, quinquedentaturn, denticulis acutis. 
COR. nulla. 
STAM. Filamenta novem aut duodecim, fundo calicis inſerta. Antheræ ſubrotundæ, biloculares. 
FEMINEUS FLOS. 
CAL. Perianthium monophyllum, ſubrotundum, eredum, quinquedentatum. 
PIST. Germen ovatum, oblongum, ſubtrigonum, calice obvolutum. Stylus longus. Stigmata tria, filiformia, ſpiralicer intorta. 
PER. Capsula ſubrotunda, crigona, cortice craſſo tecta, trilocularis, loculis bivalvibus ; valvulis elaſticé dehiſcentibus. 

SEM. unicum, ſubrotundum, rufeſcens, maculis cinereis variegatum. »
— Fusée-Aublet, 1775.

## Liste d'espèces
Selon The Plant List :

### Espèces valides
- Mabea anadena Pax & K.Hoffm.
- Mabea angularis Hollander
- Mabea angustifolia Spruce ex Benth.
- Mabea anomala Müll.Arg.
- Mabea arenicola Esser
- Mabea biglandulosa Baill. ex Müll.Arg.
- Mabea caudata Pax & K.Hoffm.
- Mabea chocoensis Croizat
- Mabea elata Steyerm.
- Mabea elegans Rusby
- Mabea excelsa Standl. & Steyerm.
- Mabea fistulifera Mart.
- Mabea frutescens Jabl.
- Mabea gaudichaudiana Baill.
- Mabea glaziovii Pax & K.Hoffm.
- Mabea jefensis Huft
- Mabea klugii Steyerm.
- Mabea linearifolia Jabl.
- Mabea longibracteata Esser
- Mabea macbridei I.M.Johnst.
- Mabea macrocalyx Esser
- Mabea montana Müll.Arg.
- Mabea nitida Spruce ex Benth.
- Mabea occidentalis Benth.
- Mabea ovata Esser
- Mabea paniculata Spruce ex Benth.
- Mabea piriri Aubl.
- Mabea pohliana (Benth.) Müll.Arg.
- Mabea pulcherrima Müll.Arg.
- Mabea rubicunda Jabl.
- Mabea salicoides Esser
- Mabea speciosa Müll.Arg.
- Mabea standleyi Steyerm.
- Mabea subserrulata Spruce ex Benth.
- Mabea subsessilis Pax & K.Hoffm.
- Mabea taquari Aubl.
- Mabea tenorioi Mart.Gord., J.Jiménez Ram. & Cruz Durán
- Mabea trianae Pax
- Mabea uleana Pax & K.Hoffm.

### Taxon non résolu
- Mabea rubrivenium Poepp. & Endl.